# 崩落
| ウィキペディアには「崩落」という見出しの百科事典記事はありません（タイトルに「崩落」を含むページの一覧/「崩落」で始まるページの一覧）。 代わりにウィクショナリーのページ「崩落」が役に立つかもしれません。 |